# Vitalij Lux
 (janvier 2019).
Vitalij Lux, né le 27 février 1989 à Karabalta en URSS, est un footballeur international kirghize. Il évolue au poste d'attaquant avec le club allemand du SSV Ulm.

## Biographie

### Jeunesse
Vitalij Lux est natif de Karabalta, en Union soviétique (désormais Kirghizistan), mais passe son enfance à Ulm en Allemagne, où il arrive à l'âge de six ans.

### En club
Il joue principalement dans des clubs de quatrième et cinquième division allemande. Il réalise sa meilleure performance lors de la saison 2013-2014, où il inscrit 19 buts en quatrième division avec le FV Illertissen.
À l'été 2018, il rejoint le SSV Ulm, club de quatrième division allemande. Le 18 août 2018, le SSV Ulm crée la surprise en coupe d'Allemagne en battant l'Eintracht Francfort, club tenant du titre et évoluant en Bundesliga. Lux inscrit le deuxième but de la partie (victoire 2-1). Son équipe est cependant éliminée au second tour par Düsseldorf.

### Équipe nationale
Il joue son premier match en équipe du Kirghizistan le 11 juin 2015, contre le Bangladesh. Ce match gagné 1-3 rentre dans le cadre des éliminatoires du mondial 2018. Il inscrit son premier but en équipe nationale le 13 octobre 2015, face au Bangladesh, lors de ces mêmes éliminatoires (victoire 2-0).
En janvier 2019, il est retenu par le sélectionneur Aleksandr Krestinine afin de participer à la Coupe d'Asie des nations organisée aux Émirats arabes unis. Lors de cette compétition, il est l'auteur d'un triplé face aux Philippines (victoire 3-1).

## Palmarès
- Champion de Regionalliga Bayern en 2017 avec le SpVgg Unterhaching